# Jeane Dixon
Jeane Dixon (* 5. Januar 1904 in Medford (Wisconsin), USA; † 26. Januar 1997 in Washington, D.C.; gebürtig Jeane Lydia Pinckert) war eine der bekanntesten Astrologinnen und Wahrsagerinnen des 20. Jahrhunderts. Die bekannteste Voraussage, die ihr zugeschrieben wird, war das Attentat auf John F. Kennedy.

## Leben
Dixon stammte aus Wisconsin, wuchs aber in Kalifornien auf. Dort heiratete sie 1939 den Kfz-Händler James L. Dixon. Später arbeitete sie zusammen mit ihrem Mann als Immobilienmakler in Washington (D.C.), bevor sie sich immer mehr dem Wahrsagen widmete.

## Leistungen
Dixon veröffentlichte Tageshoroskope für Zeitungen und regelmäßig längerfristige Vorhersagen für die Bereiche Krieg, Frieden, Politik und ähnliche Themen. Für den 13. Mai 1956 veröffentlichte sie in der Sonntagszeitungsbeilage Parade die Vorhersage „Die Wahlen 1960 werden ... von einem Demokraten gewonnen. Er wird aber im Amt ermordet oder sterben, jedoch nicht notwendigerweise in der ersten Amtsperiode“, welche im Nachhinein mit der Ermordung Kennedys in Zusammenhang gebracht wird – auch wenn Dixon 1960 noch kurz vor den Wahlen Richard Nixon als Gewinner sah.
1965 erreichte Dixons Popularität mit der Veröffentlichung ihrer Biographie durch Ruth Montgomery einen Höhepunkt. Das Buch verkaufte sich über 3 Millionen Mal. Zwischen 1969 und 1997 schrieb sie sieben Bücher. Sie war Beraterin bzw. persönliche Astrologin von verschiedenen Politikern (unter anderem Richard Nixon), mit denen sie auch teilweise befreundet war (Strom Thurmond).
Dixon war gläubige Katholikin und bestand darauf, ihre Gabe der Eingebung Gottes zu verdanken.

## Kritik
Dixon hat sehr viele Ereignisse vorhergesagt, von denen die wenigsten eintrafen. Dies veranlasste den Mathematiker John Allen Paulos vom Jeane-Dixon-Effekt zu sprechen: Man müsse nur genügend viele Vorhersagen machen, so dass ein paar wenige eintreffen, und man sich an diese wenigen erinnert.
Außerdem machte Dixon neben recht vagen Vorhersagen auch ganz konkrete, so etwa die Geburt eines allumfassenden Religionsführers am 5. Februar 1962 im Nahen Osten oder den Dritten Weltkrieg für 1958. Das Nichteintreffen änderte jedoch nichts an ihrer Popularität.